# تابعیت مضاعف

کشورهایی که تابعیت مضاعف را به رسمیت می‌شناسند= سبز کشورهایی که تابعیت مضاعف را به رسمیت نمی‌شناسند = قرمز
کشورهایی که قانونی در این زمینه تصویب نکردند=خاکستری

تابعیت مضاعف یا پاسپورت دوم وضعیت شخصی است که همزمان تابعیت دو یا چند کشور را دارد و به این ترتیب می‌تواند از پاسپورت دو یا چند کشور استفاده کند.
تابعیت مضاعف ممکن است مشکلاتی را برای شخص با تابعیت مضاعف پدیدآورد؛ همچون پرداخت مضاعف مالیات و خدمت نظام وظیفه چندباره. دولتها نیز در مورد حمایت سیاسی از این افراد گاه دچار اختلافاتی می‌شوند. همچنین ممکن است اختلاف قوانین کشورها شخص و مجریان قانون را دچار ابهام کند؛ مثلاً اختلاف در قوانین مربوط به ارث و وصیت موجب بروز مشکلاتی در تقسیم ارث و اجرای وصایای اشخاصی می‌گردد که از تابعیت مضاعف برخوردارند.
رویه واحدی در مورد نحوه برخورد با این وضعیت وجود ندارد؛ برخی کشورها تابعیت مضاعف را به رسمیت نمی‌شناسند و هر شخص را فقط تابع یک کشور می‌دانند و تمهیداتی را برای جلوگیری از ایجاد تابعیت مضاعف در نظر می‌گیرند. به‌طور مثال انکار تابعیت قبلی را برای افرادی که درخواست تابعیت می‌کنند ضروری می‌دانند یا تابعیت خود را از افرادی که به تابعیت کشور دیگری در می‌آیند، برمی‌دارند. کشورهای دیگر برعکس تابعیت مضاعف را پذیرفته و اوراق هویتی و حقوق و تکالیفی که تابعیت کشوری دیگر برای شخص ایجاد کرده را معتبر می‌دانند.
همچنین در زمینه برخورد کشورهای ثالث یا نهادهای بین‌المللی با افراد با تابعیت مضاعف نیز اختلافات و ابهاماتی وجود دارد. عرف بین‌المللی تشخیص تابعیت مؤثر و رعایت قوانین کشور دارای «تابعیت مؤثر» در مورد چنین اشخاصی است. برای مثال شخصی که به آمریکا سفر کرده‌است و تابعیت کشورهای فرانسه و انگلستان را دارد، در صورت بروز مسئله‌ای حقوقی برای او که بایستی با قوانین کشور متبوع وی حل گردد، شهروند کشوری محسوب می‌شود که تابعیت مؤثرتری بر وی داشته‌است، هرچند قواعد دقیقی برای تشخیص تابعیت مؤثر وجود ندارد.

## عوامل پیدایش تابعیت مضاعف
- تابعیت مضاعف ممکن است از هنگام تولد وجود داشته باشد که بر اثر اختلاف در سیستم‌های اعطای تابعیت کشورهاست. مثلاً کشوری همچون آمریکا بنا بر اصل خاک هر کس را که در کشورش به دنیا آید تبعه خود می‌داند و کشور دیگری چون ایران بنابر اصل خون هر کس را که پدر ایرانی داشته باشد تابع دولت ایران می‌داند. در اینجا کودکی که از پدری ایرانی در آمریکا متولد شود همزمان تابعیت هر دو کشور را داراست.
- تابعیت مضاعف ممکن است بر اثر ازدواج شخص با شخصی که هموطنش نیست پدید آید. معمولاً کشورها زن خارجی را که به همسری مردی از اتباع کشورشان درآید، از اتباع کشور خود می‌دانند.
- در فرض دیگری نیز تابعیت دوم بر اثر درخواست شخص برای اخذ تابعیت کشوری دیگر و دریافت پاسپورت دوم از آن دولت پیش می‌آید، در حالی که تابعیت اول خود را هنوز حفظ کرده‌است.

## خرید پاسپورت دوم
برخی کشورها در ازای پرداخت مبلغی پول تابعیت کشور خود را واگذار می‌کنند. این پول به عنوان کمک بلاعوض به طرح‌های توسعه‌ای آن کشور یا سرمایه‌گذاری در بخشهای اقتصادی یا خرید ملک پرداخت می‌شود و با انجام آن شخص پاسپورت آن کشور را دریافت می‌کند. این برنامه‌ها به نام «شهروندی در ازای سرمایه‌گذاری» هم شناخته می‌شوند. سنت کیتس و نویس اولین کشوری بود که از سال ۱۹۸۴ این برنامه را به صورت قانونی و رسمی آغاز کرد.
علت استقبال از این برنامه‌ها مزایای متعددی همچون امکان سفر بدون ویزا به بسیاری از کشورهای دنیا، تسهیل تبادلات بانکی و استفاده از تسهیلات بانکی، دسترسی به بازارهای جهانی، و بهره‌مندی از معافیتهای مالیاتی است.